# Jean-Claude Barclay
Jean-Claude Barclay (ur. 30 grudnia 1942 w Paryżu) – francuski tenisista.

## Kariera tenisowa
Startując w French Open Barclay odniósł trzy zwycięstwa w zawodach w grze mieszanej, w 1968, 1971 i 1973 roku. W latach 1969, 1970, 1972 był uczestnikiem finału. Zarówno podczas triumfów, jak i finałów tworzył parę z Françoise Durr. W konkurencji gry podwójnej jest finalistą Wimbledonu 1963 wspólnie z Pierre’em Darmonem.
W 1962 i 1963 roku reprezentował Francję w Pucharze Davisa. Rozegrał łącznie 7 meczów, z których 3 wygrał.

### Finały w turniejach wielkoszlemowych

#### Gra podwójna (0–1)
| Końcowy wynik | Nr | Data | Turniej           | Nawierzchnia | Partner       | Przeciwnicy                  | Wynik finału       |
| ------------- | -- | ---- | ----------------- | ------------ | ------------- | ---------------------------- | ------------------ |
| Finalista     | 1. | 1963 | Wimbledon, Londyn | Trawiasta    | Pierre Darmon | Antonio Palafox Rafael Osuna | 6:4, 2:6, 2:6, 2:6 |

#### Gra mieszana (3–3)
| Końcowy wynik | Nr | Data | Turniej            | Nawierzchnia | Partnerka      | Przeciwnicy                        | Wynik finału  |
| ------------- | -- | ---- | ------------------ | ------------ | -------------- | ---------------------------------- | ------------- |
| Zwycięzca     | 1. | 1968 | French Open, Paryż | Ceglana      | Françoise Durr | Billie Jean King Owen Davidson     | 6:1, 6:4      |
| Finalista     | 1. | 1969 | French Open, Paryż | Ceglana      | Françoise Durr | Margaret Smith Court Marty Riessen | 3:6, 2:6      |
| Finalista     | 2. | 1970 | French Open, Paryż | Ceglana      | Françoise Durr | Billie Jean King Bob Hewitt        | 6:3, 4:6, 2:6 |
| Zwycięzca     | 2. | 1971 | French Open, Paryż | Ceglana      | Françoise Durr | Winnie Shaw Tomas Lejus            | 6:2, 6:4      |
| Finalista     | 3. | 1972 | French Open, Paryż | Ceglana      | Françoise Durr | Evonne Goolagong Kim Warwick       | 2:6, 4:6      |
| Zwycięzca     | 3. | 1973 | French Open, Paryż | Ceglana      | Françoise Durr | Betty Stöve Patrice Dominguez      | 6:1, 6:4      |